# Clubiona papuana
Clubiona papuana là một loài nhện trong họ Clubionidae.
Loài này thuộc chi Clubiona. Clubiona papuana được Pater Chrysanthus miêu tả năm 1967.